# Aroa maxima
Aroa maxima är en fjärilsart som beskrevs av George Francis Hampson 1893. Aroa maxima ingår i släktet Aroa och familjen tofsspinnare. Inga underarter finns listade i Catalogue of Life.